# سامیک
سامیک (انگلیسی: Samick) شرکت تجهیزات موسیقی کره‌ای است، که در سال ۱۹۵۸ تأسیس شد.